# رامیز مرادوف
رامیز مرادوف (ترکی آذربایجانی: Ramiz Muradov؛ زادهٔ ۶ ژوئیهٔ ۲۰۰۵) بازیکن فوتبال است.